# Gainza
Gainza (Bayan ng Gainza) är en kommun i Filippinerna. Kommunen ligger på ön Luzon, och tillhör provinsen Camarines Sur. Folkmängden uppgår till 11 262 invånare år 2015.
Gainza är indelat i 8 barangayer.